# Peacemaker (Comics)
Peacemaker (engl. „Friedensstifter“) ist der Titel einer Reihe von Comicveröffentlichungen, die seit 1966 von den US-amerikanischen Verlagen Charlton Comics (1966–1984)  bzw. DC-Comics (seit 1984) herausgegeben werden. Im Mittelpunkt der Peacemaker-Comics steht ein eponymer Abenteurer/Superheld, der unter dem Codenamen „Peacemaker“ Abenteuer erlebt, die eine Mischung aus Action- und Spionagegeschichten, vermengt mit Science-Fiction- und Superhelden-Elementen, darstellen.
Der Stoff ist in den 2020er Jahren auch in einer Reihe anderer Medien adaptiert worden: So war die Figur des Peacemakers eine der Hauptfiguren in dem Kinofilm The Suicide Squad (2021) sowie der Protagonist der für die Streaming-Plattform HBO Max produzierte gleichnamigen Fernsehminiserie Peacemaker.

## Veröffentlichungsdaten
Die erste Peacemaker-Geschichte wurde im November 1966 als sogenannte „Backup-Story“ in dem Comicheft Fightin'5 #40 des Verlages Charlton Comics veröffentlicht. Das heißt, die Geschichte wurde im hinteren Teil des Heftes veröffentlicht, während der vordere Teil des Heftes eine Geschichte um das titelgebendes Team von Spionen (die Fightin' Five) enthielt. Autor dieser Geschichte und Schöpfer der Figur des Peacemakers war Joe Gill. Die zeichnerische Umsetzung der Geschichte besorgte der Künstler Pat Boyette, der das ursprüngliche Erscheinungsbild des Titelhelden entwickelte.
Im Anschluss an diese Geschichte und eine weitere Peacemaker-Geschichte, die in Fightin'5 #41 erschien, begann der Verlag Charlton Comics, den Stoff in den Mittelpunkt einer eigenständigen, kurz Peacemaker betitelten Serie zu stellen. Diese Reihe erschien von März bis November 1967 in zweimonatlichem Rhythmus und brachte es auf insgesamt fünf Ausgaben. Die Geschichten über die "Fightin' Five" wurden ironischerweise in dieser Serie als Backup-Geschichten veröffentlicht.
Nachdem der Verlag Charlton Comics in den frühen 1980er Jahren seine Tätigkeit eingestellt hatte, erwarb der Verlag DC-Comics die Rechte an dem Peacemaker-Stoff. Der DC-Verlag verwertete die Rechte erstmals in einer vierteiligen Miniserie, die von Januar bis April 1988 unter dem Titel Peacemaker veröffentlicht wurde.

## Handlung
Peacemaker beschreibt die Abenteuer eines jungen pazifistischen Diplomaten namens Smith, der – so der Werbeslogan der Ur-Serie aus den 1960er Jahren – „den Frieden so sehr liebt, dass er bereit ist, für ihn in den Krieg zu ziehen“. Um seine Vision von einer friedlichen Welt zu verwirklichen, bedient Peacemaker sich eines Arsenals von nicht-tödlichen High-Tech-Waffen wie einem Raketenrucksack, einer schwer durchdringlichen Rüstung, einem futuristischen Helm mit elaborierten Kommunikationsfunktionen sowie militärischem Kampfequipment.
Im Verlauf der ursprünglichen Peacemaker-Geschichten der 1960er Jahre wendet der Titelheld sich vor allem gegen verschiedene Diktatoren, Waffenhändler und sogenannte Warlords in Krisengebieten. Außerdem gründet er das sogenannte „Pax Institute“, eine Institution, die sich der Forschung nach effektiven Wegen zur Sicherung des Friedens verschrieben hat.
In späteren Geschichten der Reihe, die in den 1980er Jahren veröffentlicht wurden, wird schließlich enthüllt, dass Smith auf seine verdrehte Idee, Frieden durch Gewaltanwendung zu erreichen, aufgrund von Wahnvorstellungen verfallen ist, die er entwickelte, nachdem er einen Nervenzusammenbruch erlitt, als er erfuhr, dass sein verstorbener Vater sich während des Zweiten Weltkriegs als Kommandant eines Konzentrationslagers betätigte. In den Peacemaker-Geschichten der 1980er und 1990er Jahre wird Smith in psychotischen Episoden von Imaginationen des Geists seines toten Vaters verfolgt, der ihn unablässig wegen seiner Handlungen kritisiert. Nachdem sich Smiths mentaler Zustand weiter verschlechtert, schlägt seine Neigung, auf keinen Fall zu töten, in diesen Geschichten schließlich ins Gegenteil um und er wird zu einem Vigilanten, der selbst den geringsten Anlass zum Vorwand nimmt, um seine Gegenspieler umzubringen. Diese Version des Peacemakers kommt schließlich bei einer Auseinandersetzung mit der monströsen Kreatur Eclipso ums Leben.
In der Folge wurden in den DC-Comics zwei neue Figuren eingeführt, die die Peacemaker-Identität in der Nachfolge von Smith übernehmen und unter diesem Codenamen Abenteuer erleben: Zunächst in Justice League International #65 ein mysteriöser Mann, dessen wahrer Name niemals enthüllt wird, und später ein Chirurg namens Mitchell Black, der zuvor für Smiths Pax Institute gearbeitet hatte.
In der für das Medium Comic sehr einflussreichen Miniserie Watchmen von Alan Moore und Dave Gibbons von 1985, einer Dekonstruktion des Superhelden-Genres, in deren Mittelpunkt eine Reihe von Figuren stehen, die auf Charakteren beruhen, die in den 1950er und 1960er Jahren von dem Verlag Charlton Comics veröffentlicht worden waren, tritt zudem als eine wichtige Figur der skrupellose Superheld The Comedian auf, der der ursprünglichen Version des Peacemakers nachempfunden ist.

## Adaptionen
2021 wurde von HBO eine achtteilige Fernsehminiserie produziert, die den Peacemaker-Stoff adaptiert und ab Januar 2022 ausgestrahlt wurde. Diese Serie wurde von James Gunn entwickelt und produziert, der auch in einigen Episoden Regie führte. Die Rolle des Peacemakers wird von dem Wrestler John Cena verkörpert.